# Antioquiasnårsparv
Antioquiasnårsparv (Atlapetes blancae) är en nyligen beskriven utrotningshotad fågelart i familjen amerikanska sparvar som enbart förekommer i ett litet område i Colombia.

## Utseende och läten
Antioquiasnårsparven är en övervägande grå fågel. På rygg och övre stjärttäckare är den skiffergrå, på vingpennorna mörkare sotgrå. En liten vit vingpanel syns på de centrala handpennornas bas. Den har på huvudet en svart mask från framför ögat bakåt till örontäckarna, lysande rostrött på panna, hjässa och nacke och ett mörkt, otydligt mustaschstreck. Undersidan är ljus.
Jämfört med sina släktingar är den något ljusare. Från skiffersnårsparven skiljer den sig med färggladare och mer utbrett rostrött på hjässan, mindre vit vingpanel, större och mindre spetsig näbb, ljusare undersida och avsaknad av både tydligt mustaschstreck och avgränsning mellan strupe och bröst. Gulbröstad snårsparv har svartare rygg, gul undersida, större vingpanel och mattare roströd hjässa.

## Utbredning och status
Fågeln förekommer enbart i norra centrala Anderna i Colombia (Antioquia). Arten beskrevs som ny art för vetenskapen så sent som 2007. Den var länge endast känd från tre specimen som samlades in 1971, men återupptäcktes i januari 2018. Beståndet tros vara mycket litet, under 50 vuxna individer, varför internationella naturvårdsunionen IUCN listar den som akut hotad.

## Namn
Fågelns vetenskapliga artnamn hedrar Blanca Huertas, colombiansk lepidopterist, upptäcktsresande, curator i entomologi vid British Museum i London samt gift med ornitologen Thomas Donegan som beskrev arten 2007.

## Familjetillhörighet
Tidigare fördes de amerikanska sparvarna till familjen fältsparvar (Emberizidae) som omfattar liknande arter i Eurasien och Afrika. Flera genetiska studier visar dock att de utgör en distinkt grupp som sannolikt står närmare skogssångare (Parulidae), trupialer (Icteridae) och flera artfattiga familjer endemiska för Karibien.